# كايو سابينال
كايو سابينال (بالإنجليزية: Cayo Sabinal)‏ هي جزيرة تابعة لـ كوبا تقع في البحر الكاريبي.